# 膨脹地球說

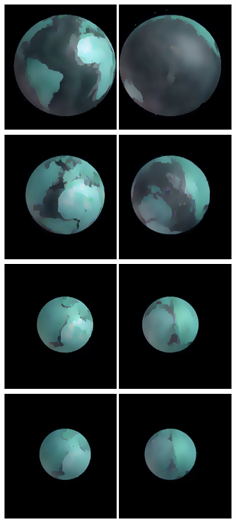
膨脹地球模型

膨脹地球說是一個假設地球上的大陆漂移都是因地球膨脹所致的學說。相反，收縮地球說則是假設地球上的板塊移動都是因地球收縮所致的學說。自從板塊構造論出現後，膨脹地球說和收縮地球說便被科學界一致否定了。

## 不同形式的膨脹地球說
膨脹地球主要有3種形式：
1. 地球的質量一直保持不變，重力隨著時間推移下降。
2. 地球的質量一直增加，重力保持不變。
3. 地球的質量和重力一直增加。

### 質量不變說
1834年，在貝格爾號第二次遠航期間，查尔斯·达尔文調查了巴塔哥尼亞的階梯狀平原，並發現南美洲一巨大區域的海拔正在不斷上升。當他的導師查爾斯·萊爾指出這可能是因地殼的作用力所致時，达尔文卻假設令這個區域海拔上升是因「地球的体积正在增加」。於1835年，他擴充了這個假設，並指出安地斯山脈是地球曲線膨脹所形成的山脈。不久，他又指出當山脈增高，海床就會加深，並因此解釋了珊瑚礁的結構與分佈。
1889年和1909年，羅伯托·曼托瓦尼發表了關於膨脹地球和大陸漂移的假說。他假設在地球較小的時候，整個表面都是由大陸覆蓋。热胀冷缩導致火山活動，並將一個大陸拆分成幾個大陸，而大陸之間的空隙便成為了海洋。雖然阿尔弗雷德·魏格纳發現曼托瓦尼的假說和其大陸漂移說相近，但大陸漂移說並沒有指出膨脹地球是大陸漂移的原因。
而約翰·喬利的假說則介乎於膨脹地球說和收縮地球說之間。他的學說指出地球正在膨脹，但在膨脹期間會失去熱力，致使岩漿凝固。之後，地球便會因缺乏熱力而收縮。

### 質量增加說
於1888年，伊凡·亚尔科夫斯基假說以太被地球吸收，並被轉化為新的化學元素，致使地球質量和容量增加。這符合了亚尔科夫斯基的力學解釋萬有引力說。而奧特·克里斯托弗·希爾根貝格於1933年和1974年，以及尼古拉·特斯拉於1935年的質量增加假說都與以太有關。
在初步上支持大陸漂移後，晚期澳大利亞地質學家塞繆爾·沃倫·凱里自從20世紀50年代開始直到他的死亡，他都主張質量增加說。他亦指出隱沒帶在海底扩张学说中與中洋脊相違。從1956年開始，他便開始主張質量增加說，並認為膨脹地球說與宇宙學的膨胀宇宙有關。
布魯斯·希森則支持凱里的質量增加說，但後來卻表示不再支持。儘管不少科學家均表示不再支持凱里的質量增加說，但不少支持膨脹地球說的科學家仍然支持凱里，其中包括澳大利亞地質學家詹姆斯·馬克斯盧。
漫畫家尼爾·亞當斯亦支持膨脹地球說，並且自己也發展了一個假說。該假說指出正電子在地球內出現，與其他粒子結合，並釋放伽马射线。亞當斯亦指出這種反應會產生新特質。

### 重力增加說
保羅·狄拉克於1938年假說万有引力常数在數十億年以來一直在下降。之後，德國物理學家帕斯库尔·约当於1964年假說所有行星都在慢慢膨脹。但是，在膨脹地球說被否定前，大部份科學家都不支持重力增加說。

## 科學界共識
膨脹地球說從來沒有成為一個合理和可被証实的學說。在20世紀60年代，板塊構造論的出現令膨脹地球說被科學界一致否定，因為板塊構造論更符合地球科學，並且更能解釋板塊的移動。
以下為科學界找出的反對膨脹地球說和支持板塊構造論的證據：
- 透過現代先進的大地测量学技術和模型，科學家們發現地球並非在膨脹，即地球的半徑每年並沒有增加0.2毫米。[20]領導科學家指出「我們獨立的研究確認了固體地球目前並不會變得越來越大」。[21]
- 透過地質學家，大地測量學家和地球物理學家的測量，現代板塊的移動和俯衝帶的變化並非如膨脹地球說所述，因地球膨脹所致。[22][23][24]
- 透過岩石碎片成像，地幔是支撐著地表的，而膨脹地球將令到地幔無法支撐地表。[23][24]
- 古地磁學家發現4億年前地球的半徑是現代地球半徑的102 ± 2.8%。[25][26]然而，古地磁學家所採用的數據收集方法被俄羅斯地質學家俞·丘季諾夫批評。[27]
- 透過檢測地球的轉動慣量，科學家們發現地球在近6.2億年內沒有明顯的體積變化。[28]

### 引用
1. ↑  The History of Continental Drift - Before Wegener 的存檔，存档日期2005-11-23.
2. ↑  Herbert, Sandra, , British Journal for the History of Science 24 (2), 1991, 24 (2): 159–192 [184–188]  [24 October 2008], JSTOR 4027165, doi:10.1017/S0007087400027060, （原始内容存档于2012-10-21）, pp. 178 （页面存档备份，存于）, 184 （页面存档备份，存于）, 189 （页面存档备份，存于）, also Darwin, C. R. Geological diary: Elevation of Patagonia. (5.1834) CUL-DAR34.40-60 Transcribed by Kees Rookmaaker (Darwin Online), pp. 58–59 （页面存档备份，存于）.
3. ↑  Mantovani, R., , Bull. Soc. Sc. Et Arts Réunion, 1889: 41–53
4. ↑  Mantovani, R., , Je m’instruis. La science pour tous, 1909, 38: 595–597
5. ↑  Wegener, A., , Courier Dover Publications, 1929/1966, ISBN 0-486-61708-4  See Online version in German.
6. ↑  Hohl, R., , Die Entwicklungsgeschichte der Erde. Brockhaus Nachschlagewerk Geologie mit einem ABC der Geologie 4., 1970, Bd. 1: 279–321
7. ↑  Yarkovsky, Ivan Osipovich, , Moskau, 1888
8. ↑  Hilgenberg, O.C., , Berlin: Giessmann & Bartsch, 1933, Bibcode:1933QB981.H6.......
9. ↑  Hilgenberg, O.C., , Geotektonische Forschungen, 1974, 45: 1–194, ISBN 978-3-510-50011-6
10. ↑  Tesla, N., , New York: New York Herald Tribune, 1935  [2013-10-04], （原始内容存档于2020-11-12）
11. 1 2 3 4  Jeff Ogrisseg, , The Japan Times, 2009  [2013-10-04], （原始内容存档于2012-05-24）
12. ↑  S. W. Carey, The Expanding Earth – An essay review, 1975, Earth Science Reviews, vol. 11-2, pp.105-143, doi:10.1016/0012-8252(75)90097-5
13. ↑  Samuel Warren Carey,  illustrated, Stanford University Press: 347–350, 1988  [2013-10-04], ISBN 978-0-8047-1364-1, （原始内容存档于2018-10-06）
14. ↑  Oreskes, Naomi, 2003, Plate Tectonics: An Insider's History Of The Modern Theory Of The Earth, Westview Press, p. 23, ISBN 0813341329
15. ↑  Frankel, Henry, The Continental Drift Debate, Ch. 7 in Scientific controversies, p. 226, 1987, Cambridge University Press, ISBN 978-0-521-27560-6
16. ↑  O'Brien, Jeffrey, , Wired, March 2001, (9.03)  [2 June 2008], （原始内容存档于2013-09-21）
17. ↑  Steven Novella. . skepticblog.org. 2009-11-03  [2013-10-04]. （原始内容存档于2011-11-01）.
18. ↑  Jordan, P., , Oxford: Pergamon Press, 1971
19. ↑  Born, M., , Berlin-Heidelberg-New York: Springer-publisher, 1964/2003, ISBN 3-540-00470-X
20. ↑  Wu, X.; X. Collilieux, Z. Altamimi, B. L. A. Vermeersen, R. S. Gross, I. Fukumori. . Geophysical Research Letters. 8 July 2011, 38: 5 PP.  [17 July 2011]. Bibcode:2011GeoRL..3813304W. doi:10.1029/2011GL047450. （原始内容存档于2012-10-03）.
21. ↑  .   [2013-10-04]. （原始内容存档于2020-11-12）.
22. ↑  Fowler (1990), pp 281 & 320–327; Duff (1993), pp 609–613; Stanley (1999), pp 223–226
23. 1 2  Bucher, K., , American Mineralogist, 2005, 90: 821, doi:10.2138/am.2005.1718
24. 1 2  Van Der Lee, Suzan; Nolet, Guust, , Nature, 1997, 386 (6622): 266, Bibcode:1997Natur.386..266V, doi:10.1038/386266a0
25. ↑  McElhinney, M. W., Taylor, S. R., and Stevenson, D. J., , Nature, 1978, 271 (5643): 316–321, Bibcode:1978Natur.271..316M, doi:10.1038/271316a0
26. ↑  Schmidt, P. W. and Clark, D. A. (1980), The response of palaeomagnetic data to Earth expansion, Geophysical Journal of the Royal Astronomical Society, 61: 95–100, 1980, doi:10.1111/j.1365-246X.1980.tb04306.x
27. ↑  Yu Chudinov, Eduction concept of the earth's expansion theory: main grounds, VSP, Utrecht, 2001, ISBN 90-6764-299-1
28. ↑  Williams, G.E.,  (PDF), Reviews of Geophysics, 2000, 38 (1): 37–59  [2013-10-04], Bibcode:2000RvGeo..38...37W, doi:10.1029/1999RG900016, （原始内容存档 (PDF)于2015-12-24）

## 外部連結

### 歷史文獻
- G. Scalera: Roberto Mantovani an Italian defender of the continental drift and planetary expansion
- G. Scalera, Braun: Ott Christoph Hilgenberg in twentieth-century geophysics
- G. Scalera: Samuel Warren Carey – Commemorative memoir
- Andrew Alden: Warren Carey, Last of the Giants （页面存档备份，存于）

### 現代文獻
- G. Scalera: The expanding Earth: a sound idea for the new millennium
- New Concepts in Global Tectonics
- Database of Expansion Tectonic Scientists, living and deceased （页面存档备份，存于）
- Chris Rowan, Supercontinent cycles 3, Expanding Earth 0 （页面存档备份，存于）
- YouTube上的a Neal Adams's video, YouTube上的Neal Adams頻道
- http://www.expanding-earth.org/ （页面存档备份，存于）